# هيلين كاردونا
هيلين كاردونا (بالفرنسية: Hélène Cardona)‏ هي مؤولة ‏ ومترجمة وكاتِبة وشاعرة وممثلة إسبانية وفرنسية وأمريكية، ولدت في القرن العشرين في باريس في فرنسا.

## أعمال

### أفلام
- (2000) شوكولا[4]

## وصلات خارجية
- هيلين كاردونا على موقع IMDb (الإنجليزية)
- هيلين كاردونا على موقع ألو سيني (الفرنسية)
- هيلين كاردونا على موقع أول موفي (الإنجليزية)
- هيلين كاردونا على موقع قاعدة بيانات الأفلام السويدية (السويدية)
- هيلين كاردونا على موقع قاعدة بيانات الفيلم (الإنجليزية)
- هيلين كاردونا على موقع كينوبويسك (الروسية)